# 1833
1833 (MDCCCXXXIII) fue un año común comenzado en martes según el calendario gregoriano.

## Acontecimientos

### Enero
- 3 de enero: fuerzas inglesas desembarcan en las Islas Malvinas al mando del capitán John James Onslow, forzando el retiro de las autoridades y habitantes argentinos que se encontraban allí. Su gobernador hasta esa fecha, Luis María Vernet, se encontraba en Buenos Aires justamente por reclamos contra Estados Unidos por ataques hechos el día anterior con una corbeta sobre instalaciones malvinenses.
- 4 de enero: Fernando VII restablece la Pragmática Sanción, en virtud de la cual designa heredera a su hija Isabel II en perjuicio de Carlos María Isidro de Borbón (hermano de Fernando).
- A principios de año en una fábrica de azúcar en Francia, los químicos Anselme Payen (1795-1871) y Jean-François Persoz descubren la primera enzima, la diastasa. El 4 de febrero de este año lo publicarán en los Anales de Química y Física de la Academia de Ciencias de Francia.

### Febrero
- 6 de febrero: en Estados Unidos, el inventor Samuel Morse presenta al público el telégrafo eléctrico.

### Marzo
- 4 de marzo: en los Estados Unidos, Andrew Jackson presta juramento como presidente para un segundo mandato.
- 16 de marzo: en el Teatro La Fenice de Venecia (Italia) se estrena la ópera Beatrice di Tenda, de Vincenzo Bellini.

### Abril

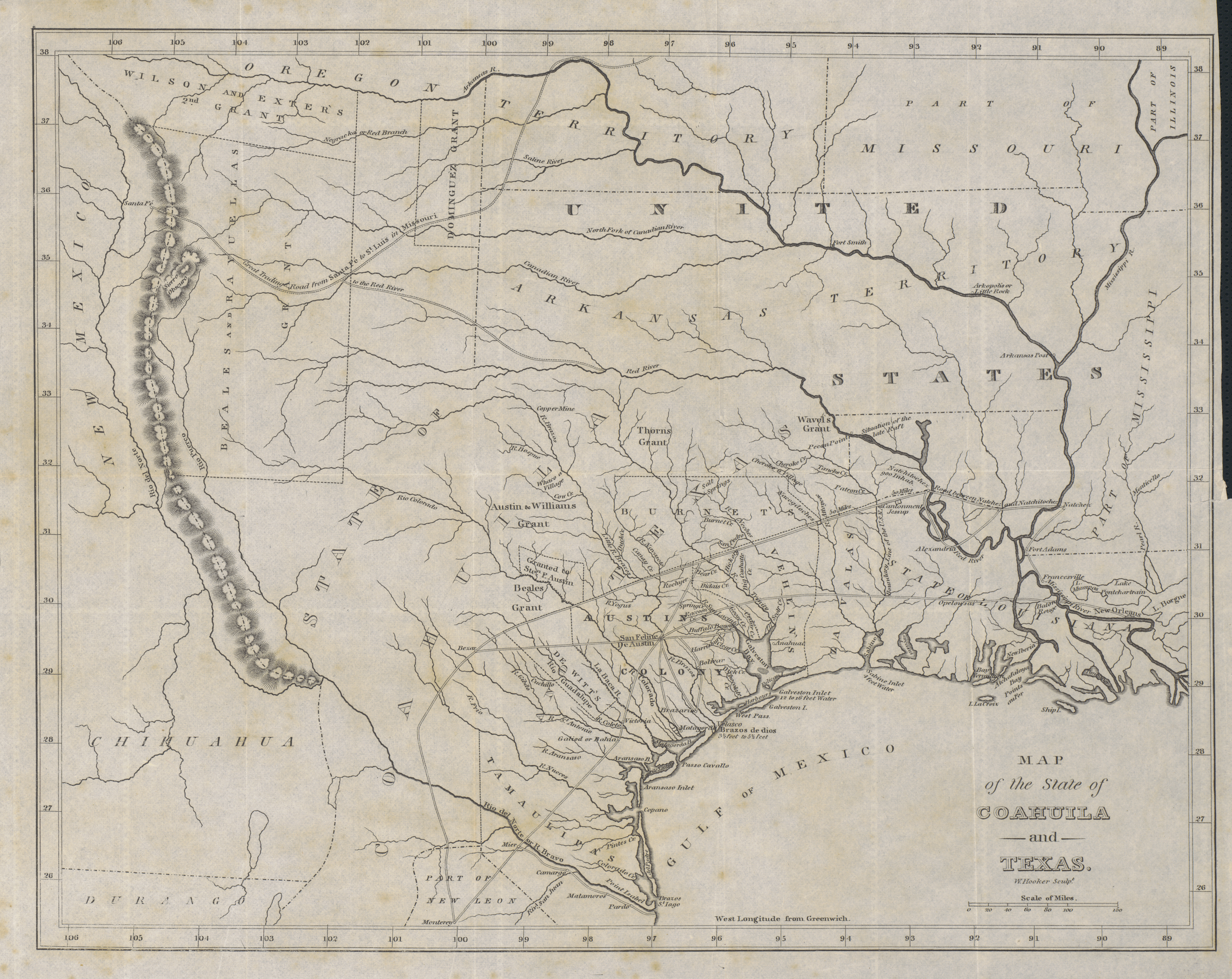
Mapa de Coahuila y Texas en 1833

- 1 de abril: en México, Valentín Gómez Farías asume la presidencia (es el séptimo presidente).
- 29 de abril: en España, el infante Carlos María Isidro se niega a reconocer a su sobrina Isabel como princesa de Asturias.

### Mayo
- 16 de mayo: en México, el general Antonio López de Santa Anna asume la presidencia (octavo presidente).
- 25 de mayo: en Chile, el presidente José Joaquín Prieto promulga la Constitución Política de la República de Chile de 1833.

### Junio
- 3 de junio: en México Valentín Gómez Farías ocupa la presidencia por segunda ocasión.
- 18 de junio: en México Antonio López de Santa Anna ocupa la presidencia por segunda ocasión.

### Julio
- 5 de julio: en México Valentín Gómez Farías ocupa la presidencia por tercera ocasión.

### Agosto
- 12 de agosto: se funda la ciudad de Chicago.
- 26 de agosto: en el valle de Katmandú, entre las fronteras de India y Nepal, se registra un terremoto de 7,9 que deja un saldo de 500 muertos.
- 28 de agosto: en el Reino Unido y sus colonias se abole «oficialmente» la esclavitud.

### Septiembre
- 5 de septiembre: en Chile, el Instituto Nacional General José Miguel Carrera vive su primera ocupación por parte de sus alumnos en el Motín de 1833, evento que constituye la primera movilización estudiantil de la historia hecha por alumnos chilenos.
- 6 de septiembre: en Kunming (China), se registra un fuerte terremoto de 8,0 que deja más de 6000 muertos.
- 13 de septiembre: en la ciudad de Moquegua (Perú) se registra un terremoto.
- 29 de septiembre: en Madrid, fallece el rey de España Fernando VII.

### Octubre
- 3 de octubre: en Talavera de la Reina (España) —en el marco de la primera guerra carlista— Manuel María González proclama al infante Carlos María Isidro de Borbón, como Carlos V de España, como sucesor de Fernando VII.
- 6 de octubre: en Tricio (La Rioja), el general Santos Ladrón de Cegama proclama como rey a Carlos María Isidro de Borbón dando comienzo a la primera guerra carlista.
- 23 de octubre: Se establece en México la libertad de enseñanza, gracias a la Reforma Liberal impulsada por el gobierno de Valentín Gómez Farías.[1]
- 26 de octubre: en la región de Atacama (en el norte de Chile), Diego de Almeyda funda la aldea de Chañaral.
- 27 de octubre: en México, Antonio López de Santa Anna ocupa la presidencia por tercera ocasión.

### Noviembre
- 7 de noviembre (26/09/04 año de Tenpo): en las antiguas provincias Noto y Shinano (Japón) al mediodía, un terremoto y un tsunami dejan «muchos muertos». (Posiblemente sea el mismo terremoto que el 26/10/04 año de Tenpo, un mes después).
- 12 de noviembre: se presenta una fuertísima lluvia de meteoros productos de las Leónidas.
- 25 de noviembre: en el mar al sur de la isla de Sumatra, a 175 km al sur de Padang (Indonesia se registra un terremoto de 8,8 a 9,2, que dura cinco minutos. Es mucho más duradero y mortífero que el que sucedió en el mismo sitio 37 años antes. El tsunami resultante produjo un número indeterminado de víctimas en los continentes cercanos. La erupción resultante de dos volcanes produjo una inundación que sepultó varios pueblos bajo 6 m de barro.[2]
- 30 de noviembre: en el Reino de Galicia, la regente María Cristina de Borbón firma el decreto de disolución de la Junta Superior.

### Diciembre
- 7 de diciembre: en el mar de Japón se registra un terremoto de 7,7 que provoca un tsunami que deja 150 muertos.
- 10 de diciembre: en Nicaragua se firma un decreto sobre el proyecto de construcción de un canal interoceánico (que se comenzará recién en 2015).
- 16 de diciembre: en México Valentín Gómez Farías ocupa la presidencia por cuarta vez.

### Fechas desconocidas
- En Grecia, los turcos se retiran de la Acrópolis de Atenas.
- En Francia, Laurent Sazie es condecorado como Caballero de la Legión de Honor.

## En proceso
- 1821-1837: en la ciudad de Padang (en el oeste de Sumatra) se libra la guerra Padri (también llamada guerra de los Minangkabau) entre las tropas neerlandesas invasoras y la población indígena.
- 1830-1839: Revolución belga.

## Literatura
- Honorato de Balzac publica El médico rural y Eugenia Grandet.
- Victor Hugo publica Lucrecia Borgia.

## Ciencia y tecnología
- Ehrenberg describe por primera vez el delfín mular indopacífico (Tursiops aduncus).
- Meyen describe por primera vez el delfín listado (Stenella coeruleoalba).

## Nacimientos

### Febrero
- 7 de febrero: Ricardo Palma, escritor peruano (f. 1919).
- 19 de febrero: Élie Ducommun, escritor y editor suizo, premio nobel de la paz en 1902 (f. 1906).

### Marzo
- 23 de marzo: Franz Bendel, compositor y pianista bohemio (f. 1874).

### Mayo
- 5 de mayo: Ferdinand von Richthofen, geógrafo y geólogo alemán (f. 1905).
- 7 de mayo: Johannes Brahms, compositor alemán (f. 1897).

### Junio
- 2 de junio: Segismundo Moret, político y primer ministro español (f. 1913).
- 5 de junio: Julio Zaldumbide, poeta y político ecuatoriano. (f. 1887).
- 30 de junio: Manuel Amador Guerrero, presidente panameño (f. 1909).

### Julio
- 7 de julio: Juan Fermín Colmenares, militar y político venezolano (f. 1876).
- 23 de julio: Apolinar Serrano, obispo católico español (f. 1876).
- 25 de julio: Mariano Casanova, arzobispo católico chileno (f. 1908).

### Agosto
- 20 de agosto: Benjamin Harrison, político estadounidense y 23° presidente desde 1889 hasta 1893 (f. 1901).

### Septiembre
- 20 de septiembre: Ernesto Teodoro Moneta, editor y pacifista italiano, premio Nobel de la Paz en 1907 (f. 1918).

### Octubre
- 21 de octubre: Alfred Nobel, inventor y químico sueco (f. 1896).

### Noviembre
- 7 de noviembre: Rafael Pombo, escritor y diplomático colombiano (f. 1912).

### Diciembre
- 3 de diciembre: Carlos Juan Finlay, médico y científico cubano (f. 1915).

### Fechas desconocidas
- Matilde Cherner, escritora española (f. 1880).
- Yamanami Keisuke, samurái japonés (f. 1865).

## Fallecimientos

### Enero
- 10 de enero: Adrien-Marie Legendre, matemático francés (n. 1752).

### Mayo
- 3 de mayo: Dimitrios Galanos, primer indólogo griego (n. 1760).

### Julio
- 5 de julio: Joseph Nicéphore Niépce, químico, litógrafo e inventor francés (n. 1765).

### Septiembre
- 10 de septiembre: Juan José Paso, político argentino, miembro de la Primera Junta, del Primer y Segundo Triunviratos y del Congreso de Tucumán (n. 1758).
- 29 de septiembre: Fernando VII, rey español.

### Octubre
- 14 de octubre: Santos Ladrón de Cegama, militar español (n. 1784).
- Octubre: José León Domínguez, militar y político argentino (n. 1777).

### Noviembre
- 23 de noviembre: Jean-Baptiste Jourdan, militar francés (n. 1762).

### Diciembre
- 17 de diciembre: Kaspar Hauser, el niño de Europa, muere en extrañas circunstancias (n. ¿1812?)
- 19 de diciembre: Miguel de Azcuénaga, militar y político argentino, vocal de la Primera Junta y gobernador de Buenos Aires (n. 1754).
- 26 de diciembre: Li Yang Yong, supuesto policentenario (n. 1577).